# Karim Fellahi
Karim Fellahi est un footballeur professionnel franco-algérien, né le 31 octobre 1974 à Épinay-sur-Seine (France). 
Mesurant 1,80 mètre pour 72 kg, il évolue généralement en tant que milieu de terrain.

## Carrière de joueur
- 1996-2000 : Red Star 93 ( France)
- 2000-2003 : AS Saint-Etienne ( France)
- 2003-2005 : Grupo Desportivo Estoril-Praia ( Portugal)
- 2005-2008 : Royal Excelsior Mouscron ( Belgique)
- 2008-février 2009 : FC Molenbeek Brussels Strombeek ( Belgique)
- Depuis 2009 : UJ Alfortville ( France)

## Palmarès
- Finaliste de la Coupe de Belgique de football 2005-2006 avec le Royal Excelsior Mouscron.